# Peter Ribe
Peter Ribe (Kristiansand, 7 de noviembre de 1966) es un deportista noruego que compitió en piragüismo en la modalidad de aguas tranquilas. Ganó una medalla de bronce en el Campeonato Mundial de Piragüismo de 1993, en la prueba de K2 10 000 m.

## Palmarés internacional
| Campeonato Mundial | Campeonato Mundial     | Campeonato Mundial | Campeonato Mundial |
| Año                | Lugar                  | Medalla            | Competición        |
| ------------------ | ---------------------- | ------------------ | ------------------ |
| 1993               | Copenhague (Dinamarca) | Medalla de bronce  | K2 10 000 m        |